# الاستعمار الروسي للأمريكيتين
الاستعمار الروسي في الأمريكتين شرع في عدة أماكن.

## ألاسكا
أول الأوروبيين رأى ساحل ألاسكا في عام 1732 ؛ وكان الروسي إيفان فيدوروف بالقرب من رأس أمير ويلز، لكنه لم يهبط إلى الأرض. أول هبوط على اليابسة وقع في جنوب ألاسكا في 1741 خلال الاستكشاف الروسي الذي أجراه فيتاس بيرنغ وأليكسي شيريكوف. أول مستعمرة روسية في ألاسكا تأسست في عام 1784 من قبل غريغوري شيليخوف. تم تأسيس الشركة الأمريكية الروسية في عام 1799 مع تأثير نيكولاي ريزانوف لغرض صيد القضاعة للحصول على فرائها. كان ذروة عدد سكان المستعمرات الروسية حوالي 40,000، على الرغم من أن معظم هؤلاء كانوا الوتس. وسع الروس أيضا استكشافهم في العصر الحديث في كولومبيا البريطانية، وشكلوا البؤر الاستيطانية ومستوطنات الصيد التجاري.
ونادرا ما كان المستعمرة مربحة، وذلك بسبب تكاليف النقل. بتحريض من وزير الخارجية ويليام سيوارد، وافق مجلس الشيوخ الأمريكي على قرار شراء آلاسكا من الإمبراطورية الروسية بسنتين للفدان، التي وصل اجماليها 7,200,000 يوم 9 أبريل، 1867.
في روسيا الحديثة وسابقتها، الاتحاد السوفياتي، كانت هناك تكهنات في وسائل الإعلام أن ألاسكا لم تبع، ولكنها مجرد مستأجرة إلى الولايات المتحدة لمدة 99 سنة (في 1966) أو 150 سنة (في 2017)، ويمكن إرجاعها إلى روسيا. ومع ذلك، فإن المعاهدة نفسها من الواضح تماما انها تنص على التنازل الكامل.
اكتشف جرس بمائة ألف باوند في بستان للبرتقال بالقرب من بعثة سان فرناندو راي دي إسبانيا، جنوب كاليفورنيا، في عام 1920. حملت العبارة التالية (بالروسية) : «وفي سنة 1796، في شهر كانون يناير، هذا الجرس القي على جزيرة كودياك بمباركة الارشمندريت جوزف، خلال زيارة الكسندر بارانوف». ومن غير المعروف كيف ان قطعة الكنيسة الروسية الأرثوذكسية الأثرية هذه من كودياك ألاسكا، شقت طريقها إلى البعثة الكاثوليكية في جنوب كاليفورنيا، على الرغم من وجود دليل على أن الشتات الروسي على المحيط الهادئ والمتشابك مع الثقافات الأسبانية وثقافة الأمريكيين الاصليين.
الكنيسة الروسية الأرثوذكسية خارج روسيا والكنيسة الأرثوذكسية في أمريكا تتتبع أنشطة المبشرين الروس الأوائل. هيرمان ألاسكا وسانت الأبرياء ألاسكا وبيتر الأليوتية ساهم في مجتمع أرثوذكسي قوي في ألاسكا.
كانت سلسلة من العملات التذكارية قد صدرت في الاتحاد السوفياتي في 1990 و 1991 للاحتفال بالذكرى السنوية ال250 لاكتشاف أمريكا الروسية. تتكون من قطعة نقدية فضية، عملة البلاتين والبلاديوم في كل سنة.

## في أماكن أخرى في الأمريكتين
في وقت لاحق، واصل المستكشفين الروس والمستوطنون بإنشاء مراكز تجارية في ألاسكا، جزر ألوشيان، وجنوبا حتى فورت روس في شمال كاليفورنيا. حصن روسي على بعد نحو 50 ميلا إلى الشمال من سان فرانسيسكو، تأسس في عام 1812 وأغلق عام 1841. ايل بريزيديو ريال دي سونوما أو ثكنة سونوما أنشئت في سونوما، كاليفورنيا في 1836 من قبل ماريانو غوادالوبي فاليخو (القومندان (القائد العام للحدود الشمالية ألتا كاليفورنيا) بوصفها جزءا من إستراتيجية المكسيك لوقف عمليات التوغل الروسي في المنطقة.

## وصلات خارجية
- تاريخ المسيحية الأرثوذكسية في هاواي